# Nguyễn Hữu Vị

## Tiểu sử
Thiếu tướng Nguyễn Hữu Vị, tên thường gọi: Tám Vị
Ông sinh năm 1930, qua đời ngày 12 tháng 12 năm 2018, hưởng thọ 89 tuổi.
Ông nguyên là Ủy viên Ban Thường vụ Tỉnh ủy Bến Tre, nguyên Chỉ huy trưởng Bộ Chỉ huy Quân sự tỉnh Bến Tre, Quân khu 9; nguyên Chủ tịch Hội Cựu Chiến binh tỉnh Bến Tre.
Quê quán: xã Châu Bình, huyện Giồng Trôm, tỉnh Bến Tre;
Trú quán: xã Phú Hưng, Thành phố Bến Tre, tỉnh Bến Tre;

## Sự nghiệp
Năm 1949 tham gia du kích xã Châu Bình, Xã đội trưởng xã Châu Bình, huyện Giồng Trôm, tỉnh Bến Tre
Năm 1949, ông được kết nạp vào Đảng Cộng sản Việt Nam
Từ năm 1956 đến 1959: Bị địch bắt, cầm tù tại Nhà tù Quy Nhơn, Phú Lợi.
Tháng 10-1959 đồng chí được thả tự do, tiếp tục hoạt động cách mạng tại xã.
Năm 1960 đồng chí tham gia bộ đội huyện Giồng Trôm, giữ chức Trung đội trưởng, Đại đội trưởng Đại đội 261.
Tháng 4-1964: đồng chí được bổ nhiệm Tiểu đoàn trưởng Tiểu đoàn 516 – Tiểu đoàn chủ lực đầu tiên của tỉnh Bến Tre.
Từ năm 1965 đến 1966: Học tại Trường Quân chính Miền.
Từ tháng 1-1967 đến tháng 12-1968: Tỉnh đội phó Tỉnh đội Bến Tre.
Từ tháng 1-1969 đến tháng 10-1972: Trung đoàn phó, Trung đoàn trưởng Trung đoàn 2/Quân khu 8.
Từ tháng 11-1972 đến tháng 12-1973: Học bổ túc Trung cao Miền.
Từ tháng 1-1974 đến tháng 3-1975: Tham mưu phó Quân khu 8.
Từ tháng 4-1975 đến tháng 1-1977: Phó Tư lệnh Sư đoàn 8.
Từ tháng 2-1977 đến năm 1990: Ủy viên Ban Thường vụ Tỉnh ủy, Chỉ huy trưởng Bộ CHQS tỉnh Bến Tre, Quân khu 9.
Đồng chí được phong quân hàm Thiếu tướng năm 1985.
Năm 1991, đồng chí được Đảng, Nhà nước, Quân đội cho nghỉ hưu.

## Tặng thưởng và vinh danh
- Anh hùng Lực lượng vũ trang Nhân dân;
- Huân chương Độc lập hạng Nhì;
- Huân chương Quân công hạng Nhì;
- Huân chương Chiến công hạng Nhất, Nhì;
- Huân chương Chiến sĩ vẻ vang hạng Nhất, Nhì, Ba;
- Huy chương Quân kỳ quyết thắng;
- Huy hiệu 70 năm tuổi Đảng.

## Phát ngôn
- "Nhất tướng công thành vạn cốt khô", mỗi một chiến công, một cấp Quân hàm của tôi là sinh mệnh bao nhiêu người lính trẻ. Tôi muốn lạy tạ những người mẹ bởi họ đã cho tôi những đứa em, những đồng đội tuyệt vời. Theo lệnh tôi, họ chiến đấu và hi sinh. Dù vì bất kỳ lý do chung nào đó, đối với tôi, đó cũng là một day dứt không nguôi!"....
- " Đánh sao được khi mình không nằm chung sự sống chết với đồng đội? Tôi từng cách chức rất nhiều chỉ huy không dám sống chết cùng với lính của mình!"
- "Lịch sử là sự kiện có thật xảy trong quá khứ. Lịch sử không sai, chỉ có con người nhận thức sai do thiếu thông tin hoặc vì một động cơ nào khác... dẫn đến thái độ nhìn nhận thiếu chuẩn xác, phủ định hoặc bóp méo lịch sử. Lịch sử Đồng khởi của Bến Tre dù có những ý kiến nhìn nhận thế này hoặc thế khác, cuối cùng lịch sử vẫn là lịch sử. Sự kiện Đồng khởi có thật trong quá khứ ở Bến Tre – điều đó luôn là niềm tự hào chính đáng của Đảng bộ, nhân dân xứ Dừa và những người trong cuộc ở nôi Đồng khởi".

.......

## Nhận xét
1. "...Nhiều trận đánh táo bạo, mưu trí, dũng cảm, thắng lớn trên chiến trường Bến Tre và chiến trường Quân khu 8 gắn liền với tài năng quân sự của anh. Có thể nói anh Tám Vị là vị tướng có nhiều chiến công và uy tín – một trong những con người ưu tú của đất Ba Châu (Châu Bình, Châu Phú, Châu Thới) – vùng đất tạo nhiều dấu ấn lịch sử trong hai cuộc kháng chiến.
Tài năng quân sự của anh, những chiến tích trải nghiệm đã tạo nên vị tướng chiến trường đúng nghĩa. Chiến lệ của những trận đánh do anh chỉ huy đã góp phần làm phong phú kho tàng khoa học, nghệ thuật quân sự Việt Nam trong chiến tranh nhân dân thời đại Hồ Chí Minh.
Với cương vị là Ủy viên Ban Thường vụ Tỉnh ủy nhiều khóa, anh Tám Vị có tầm chiến lược, tạo điều kiện phát triển cho nhiều lớp cán bộ quân sự và dân – chính – đảng, trong đó có tôi. Anh là người cương trực, có uy tín trong Đảng bộ và nhân dân Bến Tre, thủy chung với đồng đội. Đặc biệt, anh tỏ rõ dũng khí của một vị tướng, dũng cảm dám đấu tranh bảo vệ sự thật lịch sử, trong đó có lịch sử Đồng khởi của Bến Tre...", đồng chí Trương Vĩnh Trọng, nguyên Ủy viên Bộ Chính trị, nguyên Phó Thủ tướng Chính phủ;
2. "...Ông xứng đáng với "danh tá" thời đại Hồ Chí Minh, mà lẽ ra phải gọi là "danh tướng" mới xứng tầm với một quy mô chiến công hiển hách ông tạo nên. Sở dĩ tôi dùng từ danh tá là vì lúc ông giữ chức Trung đoàn trưởng với cấp Trung đoàn quân sự bậc phó. Cuối năm 1972, Bộ Tư lệnh quân giải phóng miền Nam đề bạt ông lên cấp Trung đoàn quân sự bậc trưởng, cấp bậc tột cùng của chức danh Trung đoàn trưởng lúc bấy giờ. Tuy cấp quân hàm Trung tá, nhưng ông hiên ngang đối đầu thắng lợi với các tướng của đối phương, xử lý mọi tình huống gọn gàng,,mau lẹ, lập nên những kì tích hùng hồn...", đồng chí Huỳnh Minh Đoàn, nguyên Chính trị viên Đại đội Trinh sát thuộc Trung đoàn Đồng Tháp I, nguyên Ủy viên Ban Chấp hành Trung ương Đảng, Phó Trưởng ban Ban Chỉ đạo Tây Nam Bộ, Bí thư Tỉnh ủy Đồng Tháp;
3. "Anh Tám Vị là Trung đoàn trưởng tạo nên một thời hoàng kim của Trung đoàn, anh đủ quyền lực tối cao định mệnh bất cứ kẻ thù nào dám nghênh chiến", đồng chí Nguyễn Minh Đậu, Anh hùng Lực lượng vũ trang nhân dân, nguyên Chính trị viên Tiểu đoàn 261A;
........